# 인출 (기억)
인출(retrieval) 또는 정보의 인출은 저장된 정보를 기억해내는 과정이다.  재인(recognition) 그리고 회상(recall)의 과정이 있다.
일반적인 모형으로는 애킨슨-쉬프린 기억 모델(Atkinson–Shiffrin memory model)이 제안되며 주로 인지심리학 등에서 다룬다.

## 재인과 회상의 예
재인
이 숫자는 조금전에 본 숫자입니까?
지연 회상
조금전에 제시된 단어3개를 말해보시겠습니까?
단서 회상
조금전에 제시된 단어3개를 말해보시겠습니까? 제시된 단어들은 동물들 이름이었습니다.
일반적으로 재인과 회상의 차이는 기억 인출의 난이도로 언급되기도 하지만 주요하게 재인은 온전한 정보가 제시되는 반면 회상중 단서회상에서 조차 정보는 완전히 제공될 수 없다. 재인과 즉시 회상 그리고 지연회상 검사에서 이러한 가이드라인은 중요하다.

## 같이 보기
- 정보 검색
- 감각기억
- 전두엽